# Marina Horka
Marina Horka (belarusiska: Мар’іна Горка, ryska: Марьина Горка: Marina Gorka) är en stad i Belarus. Den ligger i voblasten Minsks voblast, i den centrala delen av landet, 60 km sydost om huvudstaden Mіnsk. Staden är distriktshuvudort i Puchavіtjy rajon. Marina Horka ligger 178 meter över havet och antalet invånare är 21 280.

## Natur
Terrängen runt Marina Horka är mycket platt. Marina Horka är det största samhället i trakten.